# Frente Nororiental del MRTA
El Frente Nororiental del MRTA fue el primer frente guerrillero y subversivo que apertura el Movimiento Revolucionario Túpac Amaru (MRTA) como parte de la guerra que le había declarado al Estado peruano. Abarcó todo el departamento de San Martín y estuvo operativa desde 1987 hasta 1993, fecha en que las fuerzas armadas peruanas dirigieron una poderosa contraofensiva que terminó de desarticular y desaparecer a los emerretistas activos en San Martín. El Frente Nororiental es considerado como la facción político-militar más poderosa del MRTA. 

## Antecedentes
En 1980, el Partido Comunista del Perú-Sendero Luminoso inició con el llamado Conflicto armado Interno o comúnmente conocido Época del terrorismo en el Perú al declararle la guerra al Estado peruano, mediante acciones armadas de distinta magnitud a nivel nacional, dichos atentados en un inicio se congregaron en el departamento de Ayacucho y zonas aledañas, donde Sendero Luminoso y la represión estatal provocaron una matanza. 
En 1982, cuando Sendero asaltó la cárcel de Ayacucho y tomó prácticamente el control de múltiples áreas rurales de dicho departamento, los movimientos políticos, MIR-EM y el PSR-ML se unificaron y dieron vida al Movimiento Revolucionario Túpac Amaru (MRTA), con el mismo objetivo de declararle la guerra al Estado peruano, pero tratando de diferenciarse de Sendero Luminoso, al adoptar acciones menos sangrientas y tratar de entablar una guerra de guerrillas como las guerrillas clásicas latinoamericanas, especialmente la técnica foquista del revolucionario argentino Ernesto Guevara. En 1984, el MRTA apareció en la escena nacional, atacando una comisaría de Villa el Salvador.

## Formación y estructura del frente

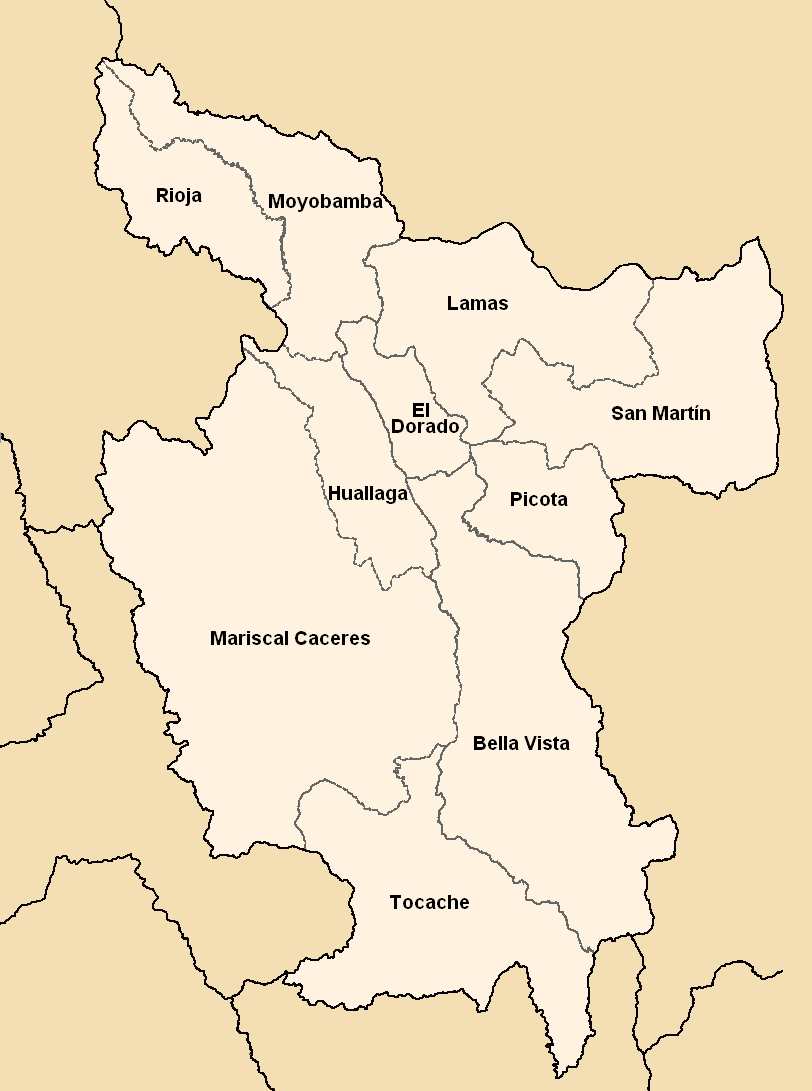
Provincias del departamento de San Martín.

En 1986, al MRTA se integró el MIR-VR, movimiento revolucionario que evocaba y traba de emprender nuevamente una guerra de guerrillas al estilo del protagonizado por el Movimiento de Izquierda Revolucionaria (MIR) en 1965-1966 contra el primer gobierno de Fernando Belaúnde Terry. En dicha guerra, cayeron abatidos Luis de la Puente Uceda y Guillermo Lobatón, reconocidos líderes guerrilleros. 
Con dicha unificación, en 1986, con integrantes del MRTA y el MIR-VR entrenados en el Batallón América, se apertura un núcleo guerrillero en las montañas del departamento de San Martín, abriendo oficialmente el Frente Nororiental, aunque de una manera clandestina. El MRTA y el MIR-VR tenían presencia en todo el departamento sanmartiniano.
El ejército del MRTA en San Martín y en los posteriores "frentes" que dicha organización fundaría, fue conocido como el Ejército Popular Tupacamarista (EPT). Está conformado por militantes con uniforme, insignias y jerarquías que formaban destacamentos, pelotones, escuadras y comandos dependientes de una Comandancia General y de un Estado Mayor. Esta estructura tenía varias jefaturas para el área política y de las masas dependientes del Comité Ejecutivo Nacional (CEN). Junto a esta estructura militar guerrillera, estaban las milicias urbanas y rurales, integradas por simpatizantes del movimiento. Para tomar y realizar incursiones en ciudades y poblados, fuera del control del MRTA, dicha organización estableció los Comandos Especiales, dotados de una fuerte formación política y militar.
El comandante general era el responsable directo de las acciones militares que se ejecutaban en el territorio de San Martín. Asimismo, junto al jefe político, el jefe de prensa y el jefe de logística, se encargaba de coordinar las acciones políticas del Frente Nororiental.
El Frente Nororiental del MRTA, tuvo múltiples comandantes regionales:
| Nombre                 | Alias    | Jerarquía  | Actividad                                                                             |
| ---------------------- | -------- | ---------- | ------------------------------------------------------------------------------------- |
| Víctor Polay Campos    | Rolando  | Comandante | 1986-1987                                                                             |
| Sistero García Torres  | Ricardo  | Comandante | 1987-1988 (primer liderazgo) 1990 (segundo liderazgo) 1992 (como comandante desertor) |
| Néstor Cerpa Cartolini | Evaristo | Comandante | 1991-1992                                                                             |
| Lucero Cumpa Miranda   | Noemí    | Comandante | 1992-1993                                                                             |

## Historia

### Inicio de las acciones armadas
El 13 de julio y el 30 de agosto de 1987, los emerretistas incursionan en los pueblos de Campanilla y Pajarillo, respectivamente. Únicamente repartieron propaganda política.
El 8 de octubre de 1987 miembros del MRTA toman la ciudad de Tabalosos como parte de la Campaña “El Che Vive”, una campaña por el aniversario de la muerte del Che Guevara en Bolivia. Los emerretistas, en Tabalosos, atacaron el puesto policial. Luego, avanzaron tomaron la ciudad de Soritor donde, en un enfrentamiento, resultó muerto un policía. 
Luego de atacar Soritor, el Comité Ejecutivo Nacional del MRTA se reunió para evaluar la situación política y “desplegar todas las fuerzas, de jugársela íntegramente con el objetivo de conmocionar al país” y obtener el impacto suficiente. En dicha reunión, se define el ataque a la ciudad de Juanjuí y se decidió que si el ataque a Juanjuí no tenía la repercusión que buscaban iban a atacar la ciudad de Tarapoto. La campaña fue llamada "Túpac Amaru Libertador".

#### Primera toma de Juanjuí y declaratoria del estado de emergencia
El 6 de noviembre de 1987, una columna de 70 a 100 emerretistas al mando de Víctor Polay Campos tomaron la ciudad de Juanjuí, luego de asediar y tomar los tres puestos policiales presentes en la ciudad. En el ataque resultó muerto el capitán GC Jorge Cieza Lachos. Se registró 9 heridos, entre ellos 3 civiles. Los emerretistas procedieron a realizar un mitin en la plaza de armas de Juanjuí y hablaron con los pobladores. Además, tomaron el armamento policial de la ciudad, incendiaron las patrullas, quemaron los registros policiales y civiles y ocuparon el aeropuerto. Permanecieron en Juanjuí hasta las 9 de la mañana cuando se retiraron en camionetas. Durante la toma, la población intentó lanzarse al saqueo, pero los emerretistas lo evitaron. Al día siguiente, tomarían la localidad de San José de Sisa. El 19 de noviembre y el 11 de diciembre se tomaron las localidades de Chazuta y Shanao, respectivamente. En estas acciones el MRTA no realizó ningún "juicio popular" o asesinatos extrajudiciales, en clara diferencia con Sendero Luminoso.
El gobierno peruano, dirigido por Alan García, declaró el estado de emergencia el departamento de San Martín y militarizó el departamento. El 9 de diciembre, el MRTA dio por finalizada la campaña subversiva evaluando de forma positiva los acontecimientos. Los emerretistas reestructuraron el frente nororiental, además de abrir dos nuevos frentes: el frente oriental y el frente central enviando subversivos a estos lugares, y explorando abrir un frente en el sur. El ejército pronto desarticularía el destacamento enviado al frente central.
Según el MRTA, a fines de 1987, se tenía la presencia de más de 3000 efectivos del ejército, 6 helicópteros artillados y otros de observación, además de helicópteros de transporte. Todas estas unidades al mando del general EP Moral Rengifo.